# Carla Ortiz

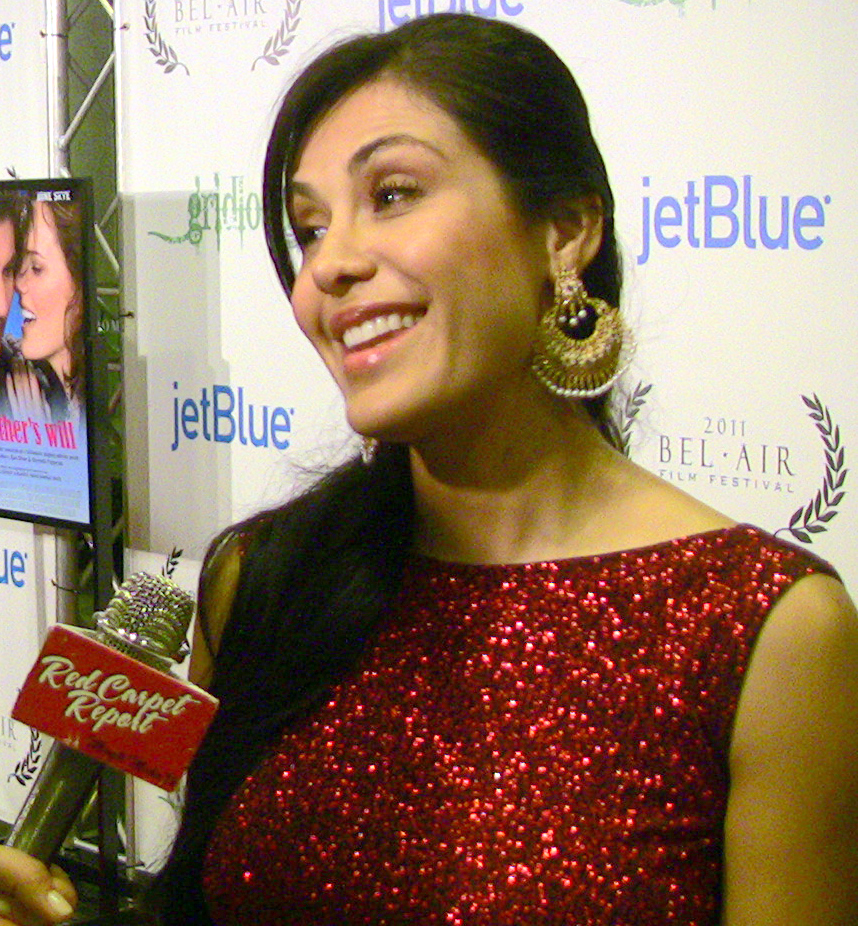
Carla Ortiz (2011)

Carla Ortiz Oporto (* 2. Dezember 1976  in Cochabamba) ist eine bolivianische Schauspielerin.

## Leben
Ortiz war zunächst Tennisspielerin in Bolivien. In den 1990er-Jahren ging sie nach Mexiko-Stadt und übersiedelte 2005 nach Los Angeles, als sie ein Stipendium für die Georgetown University erhielt. In dieser Zeit trat sie in mehreren Shows in Los Angeles auf und erhielt ein Engagement in Mexiko-Stadt. Von dort ging sie über Venezuela nach Miami und nach Spanien.
Nach etlichen mexikanischen Telenovelas in den Jahren 1998 bis 2001 etablierte sie sich als Darstellerin in Kinofilmen. Im Jahr 2006 spielte sie die Hauptrolle in dem Film Los Andes no creen en Dios von Diego Bertie und wagte schließlich den Sprung nach Hollywood. 2007 unterstützte sie eine Kampagne gegen das Veto der FIFA gegen die Austragungen der Fußballspiele in La Paz. 2012 spielte sie ihre erste Rolle in dem Hollywoodstreifen The Man Who Shook the Hand of Vicente Fernandez neben dem Schauspieler Ernest Borgnine und war 2013 an der Produktion des Filmes Olvidados (Die Vergessenen) beteiligt.
Als politische Aktivistin veröffentlichte sie 2017 ihren ersten Dokumentarfilm "The Voice of Syria", in dem sie Stellung gegen die offizielle Darstellung des Westens des Kriegs in Syrien bezieht und u. a. die Organisation der Weißhelme (Träger des Friedensnobelpreises 2016)  als Verbündete von IS und al-Nusra bezeichnet. Ortiz besuchte nach der Befreiung von Aleppo das dortige verlassene Hauptquartier der Weißhelme und zeigte vor Ort deren direkte Verbindung zu al-Qaida (al-Nusra) und anderen jihadistischen Terrororganisationen auf. Diese Dokumentation wurde von RT-Deutsch mit deutschen Untertiteln zweitveröffentlicht.

## Filmografie (Auswahl)
Filme
- 1998: Mookie
- 2005: Che Guevara
- 2006: Shut Up and Shoot!
- 2007: Los Andes no creen en Dios
- 2009: Schreibe mir – Postkarten nach Copacabana (Escríbeme postales a Copacabana)
- 2010: The Land of the Astronauts
- 2012: The Man Who Shook the Hand of Vicente Fernandez
- 2013: Olvidados (auch Produktion)
- 2017: The Voice of Syria

Telenovelas/Fernsehserien
- 1998: Gotita de amor
- 1999: Todo se Vale
- 1999–2000: Mujeres engañadas (mehrere Folgen)
- 2000: Primer amor
- 2001: Secreto de amor
- 2003: CSI: Miami (Folge: Extreme)
- 2005: Without a Trace – Spurlos verschwunden (Without a Trace, Folge: Viuda Negra)
- 2010: The Closer (Folge: Heart Attack)